# Джезабель
«Джезабе́ль» (англ. Jessabelle) — американський фільм жахів 2014 року режисера Кевіна Гротерта з Сарою Снук, Джоель Картер та Марком Веббером в головних ролях. В США прем'єра фільму відбулась 7 листопада 2014 року.

## Сюжет
Трагічна аварія повністю змінила життя молодої дівчини на ім'я Джезабель (Сара Снук). В той день вона втратила все найдорожче в її житті — коханого чоловіка і їхнього ненародженого малюка. Лікарі зробили все, що могли, щоб повернути дівчині можливість самостійно пересуватися, але їхні спроби були марними. Дівчина залишилася інвалідом. Морально спустошена, та ще й довічний інвалід, Джессі (так називав її коханий чоловік), вирішує переїхати жити до Луїзіани, у невеликий маєток свого батька. Тут її починають мучити жахливі події з участю нечисті, які до жаху лякають дівчину.
Служба доставки, прислала дуже дивну посилку, адресат відправлення — її давно померла мати. Страх пройняв її до самих кісток, але це лише початок кошмарних днів. У коробці були відеокасети з дивними відеозаписами. Подивившись їх Джезабель зрозуміла, що на них транслюється передбачення її життя, які здійснюються у точній послідовності, як на відеозаписах. Жах і страх безнадійності, це лише крапля того, що відчувала в той момент дівчина. Але Джессі не хоче жити з «знятому», у що б то не стало їй потрібно позбутися доленосною кінострічки. Втомлена і змучена незрозумілими кошмарними явищами, дівчина намагається протистояти злобному оракулу її життя.

## У ролях
| Актор            | Роль                |
| ---------------- | ------------------- |
| Сара Снук        | Джессі              |
| Джоель Картер    | Кейт                |
| Марк Веббер      | Престон друг Джессі |
| Девід Ендрюс     | Леон                |
| Ана де ла Регера | Розаура             |
| Ембер Стівенс    | мертва дівчина      |
| Кріс Елліс       | шериф Прюітт        |
| Брайан Хеллісей  | Марк                |
| Вон Вілсон       | Мозес               |
| Лариса Олійник   | Сем                 |